# Saint-Priest-les-Fougères

Saint-Priest-les-Fougères este o comună în departamentul Dordogne din sud-vestul Franței. În 2009 avea o populație de 393 de locuitori.

## Evoluția populației
| An        | 1975 | 1982 | 1990 | 1999 | 2006 | 2009 |
| --------- | ---- | ---- | ---- | ---- | ---- | ---- |
| Populație | 508  | 485  | 443  | 412  | 394  | 393  |